# Powell Street
Pour les articles homonymes, voir Powell.

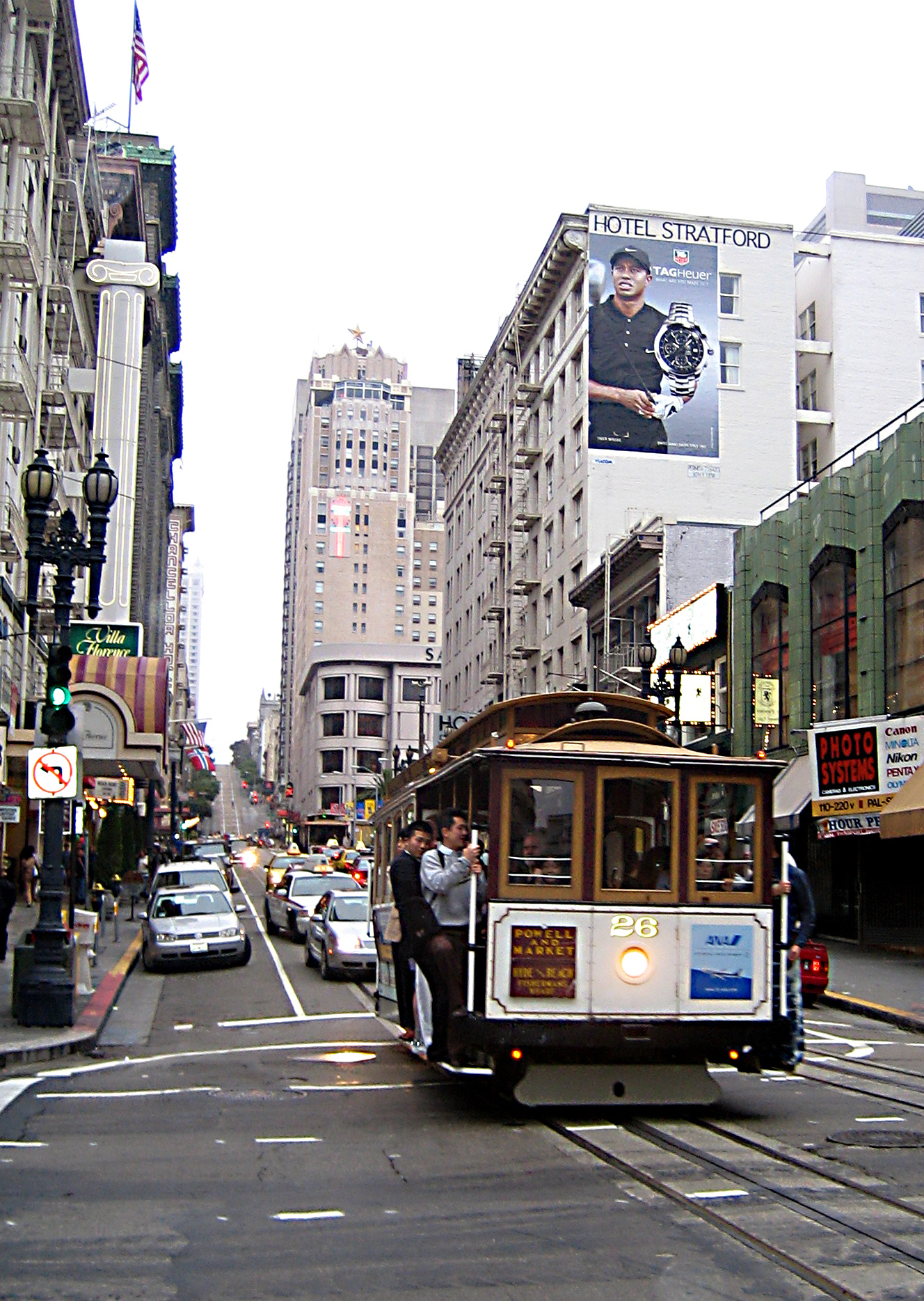
Powell Street

Powell Street est une des rues les plus animées de San Francisco. 

## Situation et accès
Elle est orientée suivant l'axe nord-sud et joint Market Street au Fisherman's Wharf, elle longe Union Square. Elle est d'autre part connue pour son terminus de cable car (tramway à traction par câble) toujours très fréquenté au croisement avec Market Street.

## Origine du nom
La rue rend honneur du Docteur William J. Powell, chirurgien du sloop de guerre américain Warren, actif lors de la conquête de la Californie.